# Edward Oliver Essig
Edward Oliver Essig (ur. 29 września 1884 w Arcadii, zm. 23 listopada 1964 w Lafayette) – amerykański entomolog specjalizujący się w hemipterologii.
Był profesorem na Uniwersytecie Kalifornijskim. Specjalizował się w badaniach nad pluskwiakami, napisał kilkaset artykułów dotyczących tej grupy owadów. Interesował się również ogrodnictwem - napisał pracę o fuksjach.

## Prace[1]
- Injurious and Beneficial Insects of California 1913
- Insects of Western North America 1926
- A History of Entomology 1931
- College Entomology 1942